# خیرآباد (ولسوالی بهارک)
خیرآباد (به لاتین: Kheyrabad) یک منطقهٔ مسکونی در افغانستان است که در ولسوالی بهارک واقع شده‌است.